# Dol (ruralna cjelina)
Ruralna cjelina Dol, ruralna cjelina unutar područja današnjeg mjesta Dola na Braču, općina Postira.

## Povijest
Naselje u unutrašnjosti otoka koje se prvi put spominje u 14. st. Zbijeno izduženo naselje formirano je po strmim pristrancima i razvilo se uz longitudinalnu komunikaciju od stare župne crkve sv. Petra na jugu do nove na rubu polja. Kuće ruralnog tipa s kamenim krovovima smještene su na stjenovitom obronku dubokog prodola kojima dominira utvrđeni sklop Gospodnetić. Današnji izgled ruralne cjeline oblikovan je u 18. i 19. st. monumentalnom tradicijskom stambenom arhitekturom. Prostorna organizacija zbijenog naselja prilagođna je oblicima terena i prirodnim slojnicama.

## Zaštita
Pod oznakom Z-2592 zavedena je kao nepokretno kulturno dobro - kulturno-povijesna cjelina, pravna statusa zaštićena kulturnog dobra, klasificirano kao "kulturno-povijesna cjelina".